# كاميني راو
الدكتورة كاميني راو رائدة في مجال الإنجاب المساعد في الهند. تخصصت في علم الغدد الصماء الإنجابية، وعلم وظائف أعضاء المبيض، وتقنية الإنجاب المساعدة، وحصلت على جائزة بادما شري، وهي إحدى أعلى الجوائز المدنية في الهند. الدكتورة كاميني إيه راو هي المديرة الطبية لمركز ميلان للطب التناسلي.

## حياتها ومسيرتها المهنية
تلقت تعليمها المبكر في مدرسة بيشوب كوتون الثانوية للبنات في بنغالور وبدأت في دراسة الطب في كلية سانت الطبية في مدينة بانغالور، ومستشفى فانيفيلاس بنغالور. تم تدريب الدكتورة كاميني بشكل احترافي في العلاج الغازي للجنين تحت إشراف الدكتور كيبروس نيكولايدسفي مركز أبحاث هاريس بيرثرايت لطب الجنين، وكلية كينجز كوليدج الطبية في لندن المملكة المتحدة، وخضعت لتدريب جراحة الليزر في مستشفى ساوث كليفلاند في ميدلسبره في المملكة المتحدة، تحت إشراف البروفيسور راي جاري.
الدكتورة كاميني أ. راو لها الفضل في ولادة أول طفل أنبوب في الهند. وهي أول من أنشأت أول بنك للسائل المنوي في جنوب الهند بالإضافة إلى المساهمة في ولادة أطفال من خلال الحقن المجهري حقن الحيوانات المنوية بالبويضة وكذلك من خلال التفقيس بمساعدة الليزر.
تدربت في المملكة المتحدة، وعادت إلى الهند لتأسيس عيادة الطب التناسلي،(BACC Healthcare Pvt) الاسم السابق للعيادة.الذي يُعرف الآن باسم ميلان، وهو مركز يجذب المرضى ليس فقط من الهند بل من مناطق أخرى كثيرة من العالم مثل المملكة المتحدة والولايات المتحدة الأمريكية وجنوب شرق آسيا والشرق الأوسط والعديد من البلدان المجاورة للهند.

## الجوائز
- جوائز بادما شري في عام 2014.[2]

- جائزة ولاية كارناتاكا (جائزة راجيوتسافا) للخدمة القيمة في مجال الطب.
- جائزة فيديا راتان للخدمة القيمة في مجال الطب.
- جائزة تكريم الإنجاز مدى الحياة، للخدمة المتفانية للأمة والمهنة، من معهد فيفيكاناندا للتميز البشري، حيدر أباد.
- جائزة Aryabhatta من منظمة Aryabhatta الثقافية للتميز في مجال الطب.
- جائزة مقاطعة بي سي روي من وحدة مقاطعة شيموجا التابعة للجمعية الطبية الهندية.
- جائزة Lifetime Achievement من جمعية بنغالور لأمراض النساء والتوليد.
- جائزة الإنجاز مدى الحياة من اتحاد جمعيات التوليد وأمراض النساء في الهند.
- زمالة منتخبة في الأكاديمية الوطنية للعلوم الطبية[3]

## المنشورات
- كاميني راو (2003). Handbook of Obstetric Emergencies (بالإنجليزية). Japee Brothers Medical Publishers. ISBN:8180610896.{{استشهاد بكتاب}}:  صيانة الاستشهاد: لغة غير مدعومة (link)

- Peter R. Brinsden and A. Henry Sathananthan (2005). The Infertility Manual (بالإنجليزية). Anshan Publishers. ISBN:1904798160.{{استشهاد بكتاب}}:  صيانة الاستشهاد: لغة غير مدعومة (link)

- مجموعة من المؤلفين. Textbook of Midwifery and Obstetrics for Nurses (بالإنجليزية). Elsevier India. ISBN:8131221881.{{استشهاد بكتاب}}:  صيانة الاستشهاد: لغة غير مدعومة (link)

- Christopher Chen (2007). Endoscopy in Infertility (بالإنجليزية). Elsevier India. ISBN:9781905740628.{{استشهاد بكتاب}}:  صيانة الاستشهاد: لغة غير مدعومة (link)

- مجموعة من المؤلفين (2009). Textbook of Midwifery and Obstetrics for Nurses (بالإنجليزية). Elsevier Health Sciences. ISBN:8131232255.{{استشهاد بكتاب}}:  صيانة الاستشهاد: لغة غير مدعومة (link)